# 아모스 마리아니
아모스 마리아니(이탈리아어: Amos Mariani ˈaːmoz maˈrjaːni[*]; 1931년 3월 30일, 토스카나 주 몬테카티니 테르메 ~ 2007년 2월 20일, 토스카나 주 몬테카티니 테르메)는 이탈리아의 전 프로 축구 선수이자 감독으로, 현역 시절 공격수로 활약했다. 그는 현역 시절 이탈리아 국가대표팀 일원으로 1952년 하계 올림픽에 참가했었다.

## 수상

### 클럽
유벤투스
- 세리에 A: 1949–50

밀란
- 세리에 A: 1956–57

나폴리
- 코파 이탈리아: 1961–62